# Confissões de um Assassino Econômico
Confessions of an Economic Hit Man é uma autobiografia escrita por John Perkins e originalmente publicada em 2004. Conta a história de sua carreira como consultor da empresa Chas. T. Main, cargo para o qual teria sido recrutado por um membro da Agência de Segurança Nacional estadunidense, NSA. Seu trabalho consistia em atuar como um assassino econômico.

## Assassinos econômicos
Assassinos econômicos, de acordo com o autor, são profissionais altamente remunerados cujo trabalho é lesar países ao redor do mundo em golpes de trilhões de dólares.

### Modus operandi
Os assassinos econômicos atuariam manipulando recursos financeiros do Banco Mundial, da Agência Americana para o Desenvolvimento Internacional (USAID), além de outras organizações internacionais e estadunidenses. Através de empréstimos, eles canalizariam verbas de países para grandes corporações e famílias abastadas que controlam grandes fontes de recursos naturais.
Perkins afirma que seus instrumentos de trabalho incluem relatórios financeiros adulterados, pleitos eleitorais fraudulentos, extorsão, sexo e assassinato. Um assassino econômico seria um empregado do imperialismo nos tempos da globalização.

### Objetivos
De acordo com o livro, o objetivo final dos assassinos econômicos é o de fazer com que lideranças políticas e financeiras de países em desenvolvimento contraiam elevados empréstimos de instituições como o Banco Mundial e a USAID, com o objetivo de construir obras de infra-estrutura em seus países.
Os recursos dos empréstimos, porém, retornariam aos Estados Unidos, pois as empresas encarregadas das obras seriam invariavelmente estadunidenses. Os países beneficiados se veriam asfixiados com os pagamentos dos juros e as amortizações do principal dos empréstimos. Sendo assim, tais países se veem obrigados a se subordinar à pressão política dos Estados Unidos em diversos temas.

## Posição sobre o perdão de dívidas
No epílogo da edição de 2006, o autor rebate a oferta de perdão da dívida dos países do Terceiro Mundo por parte das nações do G8. Perkins alega que a proposta impõe diversas condições, dentre as quais a privatização dos serviços de saúde, educação, provimento de eletricidade, de água e outros serviços públicos. Segundo o autor, a proposta obriga ainda os países beneficiados a acabar com quaisquer subsídios às empresas locais e o fim de qualquer barreira ao comércio internacional, sem qualquer contrapartida por parte das nações do G8, que poderão continuar subsidiando suas empresas e impondo restrições, salvaguardas e tributos ao comércio internacional.

## Críticas
Confissões de um Assassino Econômico é um livro polêmico e centro de diversas controvérsias.

### Posição do Departamento de Estado Estadunidense
O Departamento de Estado dos Estados Unidos da América afirma que o livro é uma "total ficção". Cita, como resposta, a "recente iniciativa de perdoar a dívida de diversos países pobres altamente endividados". O Departamento de Estado também nega que Perkins tenha recebido ordens da  NSA, fazendo notar que em nenhum ponto do livro há uma ordem direta, escrita ou verbal, da NSA para o autor. Também afirma que controle econômico de países está além das atribuições da NSA, e que a única relação entre Perkins e a agência fora uma entrevista que o autor fizera em 1968.
Perkins afirma, em resposta, que a NSA é extremamente secreta e pouco se sabe sobre suas ações. Cita como exemplo de suas atividades não-documentadas a espionagem de cidadãos estadunidenses[carece de fontes?].

### Críticas de Sebastian Mallaby
Sebastian Mallaby, colunista do Washington Post, criticou duramente Perkins e seu livro. Afirmou que Confissões de um Assassino Econômico é "um sonho" e os conceitos básicos do livro são "planamente errados". Mallaby apresenta como contra-exemplo à teoria de Perkins a Indonésia, um país em desenvolvimento que teria passado por uma grande redução da mortalidade infantil e analfabetismo, além do aumento de expectativa de vida em 19 anos, após um empréstimo nos anos 70. Segundo Mallaby, Perkins costumeiramente cita a Indonésia como um exemplo de suas teorias.  Mallaby também afirma que as grandes corporações não agem em uníssono, mas antes em competição, e faz notar que muitas das empresas citadas por Perkins efetivamente faliram, perderam mercado ou foram adquiridas por outras.
Perkins afirma que Mallaby é um defensor do sistema de exploração de países pobres. Afirma, no seu livro Secret History of the American Empire, que a Indonésia está em uma situação social e econômica pior que a da década de 70.

### Curiosidades
A obra serviu de inspiração à composição da faixa "Assassin" da banda Muse.